# Marcos Vizcaya Retana
Marcos Vizcaya Retana (Gorliz, 1947) és un advocat i polític basc. Llicenciat en dret, ha estat professor de dret civil a la Universitat de Deusto i ha col·laborat als diaris Deia (1977-1981) i La Gaceta del Norte. Està casat amb Almudena Salazar Garteiz i té dos fills.
Políticament milità al Partit Nacionalista Basc (PNB), fou elegit diputat per Biscaia a les eleccions generals espanyoles de 1977, 1979 i 1982. Durant el seu mandat fou portaveu del Grup parlamentari Basc i representant seu a la Comissió Mixta de Transferències entre el Govern Basc i el govern central, així com adjunt al lehendakari per a Relaciones amb l'Administració Central. El 1986 abandonà la política i ha treballat al sector privat, on ha estat administrador de 34 empreses.